# Lappträsket (Karl Gustavs socken, Norrbotten)
Lappträsket är en sjö i Haparanda kommun i Norrbotten och ingår i Sangisälvens huvudavrinningsområde. Sjön har en area på 1,22 kvadratkilometer och ligger 27 meter över havet. Byn Lappträsk ligger delvis vid sjön.

## Delavrinningsområde
Lappträsket ingår i det delavrinningsområde (734389-184735) som SMHI kallar för Utloppet av Lappträsket. Medelhöjden är 54 meter över havet och ytan är 23,01 kvadratkilometer. Räknas de 59 avrinningsområdena uppströms in blir den ackumulerade arean 715,3 kvadratkilometer. Avrinningsområdets utflöde Sangisälven (Raitajoki) mynnar i havet. Avrinningsområdet består mestadels av skog (71 procent). Avrinningsområdet har 2,05 kvadratkilometer vattenytor vilket ger det en sjöprocent på 8,9 procent.